# Емили Грийн Болч
Емили Грийн Болч (на английски: Emily Greene Balch) е американска икономистка, пацифистка и квакерка. Тя е почетен председател на Международната женска лига за мир и свобода. За смелостта и ангажираността и в помощ на хора независимо от тяхната раса, религия, класа, пол и националност е удостоена, заедно с Джон Мот, с Нобелова награда за мир за 1946 г.

## Произход и образование (1867 – 1896)
Родена е на 8 януари 1867 година в Бостън, щат Масачузетс, САЩ, втора дъщеря в семейството на адвоката Франсис Болч и Елън Нойс. Емили е възпитавана в традициите на унитаризма, който предполага строгост в мисленето, самодисциплина и високи морални устои.
През 1886 г. постъпва в женски колеж и три години по-късно получава бакалавърска степен. През следващите две години посещава лекции в Сорбоната, като изучава френската система за помощ на бедните.
След като се връща от Европа през 1891 г. Емили става социален сътрудник в Бостънското дружество за помощ на децата. През следващата година, заедно с ентусиасти за създаване на домове комуни, основава в Бостън „Денисън хаус“. По това време Болч се увлича от профсъюзното движение и през 1893 г. става член на Федералния съюз на труда. Но чувствайки постоянна потребност „да бъде полезна“, скоро стига до извода, че по-ефективна би могла да бъде преподавателската ѝ дейност, в рамките на която ще може „да събужда у ученичките си желание да се трудят за подобряване на социалните условия“. Вдъхновена от тази цел, Болч се заема да учи икономика в колежа „Харвард Анекс“ (по-късно наречен колеж „Радклиф“) към Чикагския университет, а завършва образованието си в Берлинския университет през 1896 г.

## Преподавателска и обществена дейност (1896 – 1919)
След завършване на обучението си Болч започва да преподава икономически науки в женския колеж „Уелсли“ близо до Бостън. Необичайните по тематика и съдържание курсове на Болч разглеждат въпросите на социализма, потреблението, труда, имиграцията и ролята на жената в икономиката. Една от нейните ученички разказва по-късно, че Болч се е стремяла да внуши на своите слушателки необходимостта да се откажат от класовите и расовите предразсъдъци.
Академичните занимания на Болч се допълват с интерес към реформизма и постепенно тя се сближава с хора, които имат радикални възгледи. Започва да подкрепя често непопулярни стачки. През 1902 г. става един от основателите на бостънския отдел на Женската профсъюзна лига, организация, която постига повишаване на заплатите и подобряване на условията на труда на жените. През 1906 г. се обявява за социалистка и започва да изпълнява различни държавни и общински задачи. От 1913 г. оглавява комисия за минималната работна заплата, която прокарва първия национален закон за минимум трудово възнаграждение.
Увлечението на Болч от социалните въпроси не само обогатява нейната преподавателска дейност, но и я подтиква към научна работа. В периода 1904 – 1906 г., проучвайки проблемите на имиграцията и расизма, тя посещава редица славянски общини в САЩ и даже пътува до Австро-Унгария, откъдето пристига основната маса имигранти. Резултат от изследването е книгата ѝ „Нашите славянски съграждани“ (на английски: Our Slavik Fellow Citizens, 1910 г.), в която са опровергани възгледите за расовата непълноценност на славяните, върху които се градят исканията за ограничаване на имиграцията. През 1913 г. Болч става професор в колежа „Уелсли“ и е избрана за декан на отдела по икономика и социология, на който пост остава пет години.
В началото на Първата световна война Болч, Джейн Адамс и четиридесет други активистки влизат в състава на делегацията на САЩ за Международния конгрес на жените през 1915 г. в Хага. Опитвайки се да изработи план за края на войната, Болч стига до извода, че международният пацифизъм е най-подходящото средство за изразяване на нейните възгледи. В продължение на две години тя пише статии за либералното списание „Нейшън“, като заема позиции срещу войната, мобилизацията и законодателството за шпионажа. Като член на Комитета срещу милитаризма (съществувал преди появата на Американския съюз за граждански свободи), Болч защитава противниците на войната и участва в техните демонстрации. Администрацията на колежа „Уелсли“ нееднократно изразява неудоволствието си от възгледите на Болч и през 1918 г. тя напуска своята работа.

## Международна женска лига за мир и свобода (1919 – 1956)
Оттогава Болч се посвещава напълно на борбата за мир. През 1919 г. участва в работата на Втория международен конгрес на жените, който учредява Международната женска лига за мир и свобода. Първият секретар-касиер на съюза Болч вижда целта на организацията в отказа от войната. Във връзка със своите нови задължения тя осъществява тесни връзки с току-що основаното Общество на народите. Кореспонденцията с неговите ръководители показва широчината на нейните интереси. Сред обсъжданите въпроси са международното разоръжаване, членството в Обществото, борбата с наркоманията и защитата на малцинствата.
През 1926 г. Болч представлява Женската лига в комисията, която проучва условията за живот в окупирания остров Хаити. Отчетът на комисията, един от авторите на който е Болч, препоръчва извеждане на американските войски и самоуправление на острова. Болч стои и в основата на създаването на международни неделни училища.
През 30-те години, разтревожена от гоненията на евреите в Нацистка Германия, Болч се занимава със съдбата на бежанците. Началото на Втората световна война я поставя пред необходимостта да определи отношението си към пацифизма. След японското нападение над Пърл Харбър на 7 декември 1941 г. тя се оттегля от абсолютния пацифизъм и приветства влизането на Америка във войната, но от името на Женската лига помага на американците с японски произход, интернирани в специални лагери. Болч осъжда правителствената политика, насочена към безусловна капитулация на Япония, като предполага, че това ще удължи войната. През 1944 г. представя на президента Франклин Д. Рузвелт предложение за следвоенно помирение.

## Последни години (1956 – 1961)
През 1956 г. Болч, която няма семейство, се премества в Кеймбриджката лечебница в щата Масачузетс, където умира на 9 януари 1961 г. на 94-годишна възраст.